# Праисторически парк
„Праисторически парк“ (на английски: Prehistoric Park) е документална минипоредица, която дебютира на 22 юли 2006 г. по ITV и на 29 октомври 2006 г. по Animal Planet. Продуцирана е от Impossible Pictures, които са отговорни и за създаването на „В света на динозаврите“. В програмата участва Найджъл Марвин

## „Праисторически парк“ в България
В България поредицата започва на 16 юни 2007 г. по bTV и са излъчени всичките шест епизода. На 3 февруари 2008 г. започва още веднъж с разписание всяка събота и неделя от 16:00 и завършва на 23 февруари. Текстът се чете от артистите Цветан Ватев, Добрин Стоянов и Борис Чернев.
През 2009 г. „Праисторически парк“ е излъчен и по Диема. На 3 юли 2010 г. започва повторно, всяка събота от 13:00.